# Jaworowa (Góry Krucze)
Jaworowa (niem. Ulmenberg) – graniczny szczyt w południowej części Gór Kruczych.

## Położenie
Leży na europejskim dziale wód pomiędzy zlewiskami Morza Bałtyckiego i Morza Północnego.
Ciągnie się w postaci wąskiego grzbietu odchodzącego od Końskiej Góry na południu, górną częścią (suchą) doliny źródliskowego potoku Raby, a od zachodu doliny Dlouhé vody, oddzielającej go od najwyższego w Górach Kruczych Královeckégo Špičáka.
Przez Jaworową prowadzi zielony szlak graniczny z Przełęczy Lubawskiej do Okrzeszyna.

## Budowa
Góra jest zbudowana z permskich porfirów (trachitów).